# 中島篤之助
中島 篤之助（なかじま とくのすけ、1925年11月27日-2010年）は、日本の科学者。専攻は、原子力、核燃料、炉材料、分光化学。

## 経歴
中国・上海生まれ。1949年、東京大学理学部化学科卒業。工業技術院、東京工業試験所（現・産業技術総合研究所）。1956-1983年、日本原子力研究所東海研究所勤務。その後、中央大学商学部教授。
1962年 東京大学より理学博士。論文の題は「新しく設計した発光分光分析用万能発光装置について」。
1972-1985年、日本学術会議会員。原子力エネルギー特別委員会幹事、日本科学者会議原子力問題研究委員会委員長、非核の政府を求める会常任世話人等を歴任。

## 研究、著作
- 「発光分光分析」、日本分析化学会編『新分析化学講座. 第3』共立出版、1960年、所収
- 博士論文「新しく設計した発光分光分析用万能発光装置について」東京大学、理学博士、1962年3月31日[3]
- 安斎育郎との共著『日本の原子力発電 安全な開発をめざして』新日本出版社、新日本新書、1974年
- 「エネルギー開発の現状と将来 原子力開発の問題点」、岩尾裕純編『日本のエネルギー問題』時事通信社、市民の学術双書、1974年、所収
- 三宅泰雄、中島篤之助編『原子力発電をどう考えるか』時事通信社、市民の学術双書、1974年
- 「原子力施設の事故例について」他、原子力安全問題研究会編『原子力発電の安全性』岩波書店、1975年、所収
- 『現代と原子力 -現代と自然科学-』汐文社、1976年
- 市川富士夫との共著『核燃料サイクルをめぐって 』公害対策技術同友会、1978年8月
- 木原正雄との共著『原子力産業界』教育社、教育社新書、1979年9月
- 安斎育郎との共著『原子力を考える』新日本出版社、新日本新書、1983年1月
- 「原発は未完成の技術―その現状と未来と(対談=不破哲三・中島篤之助)」、「原発の危険と原子力の将来―平和利用の道はどこにあるか」、『原発問題と原子力の将来』日本共産党中央委員会出版局、1988年11月、所収
- 『Q＆A原発―なにが問題か』新日本出版社、1989年6月
- 角田道生との共著『原発事故が起こったら 』学習の友社、1989年9月
- 甲斐義幸との共著『新編自然科学入門』学術図書出版社、1992年12月
- 『二一世紀のエネルギーと環境 -自然と人間シリーズ-』、新日本出版社、1995年9月
- 『地球核汚染』リベルタ出版、1995年12月
- 「核兵器用物質についての覚え書き」、浦田賢治編『非核平和の追求』日本評論社、1999年6月

## 論文・予稿・寄稿文
- 三橋鐵太郎, 中島篤之助, 白石裕子「高壓交流弧光の鐵鋼分光分析への應用」『鐵と鋼』第39巻第11号、日本鉄鋼協会、1953年、1277-1281頁、doi:10.2355/tetsutohagane1915.39.11_1277、ISSN 0021-1575、NAID 110001458287。
- 中島篤之助, 白石裕子「難勵起性元素の發光について」『分光研究』第2巻第6号、日本分光学会、1953年、20-23頁、doi:10.5111/bunkou.2.6_20、ISSN 0038-7002、NAID 130000932175。
- 中島篤之助, 白石裕子「高壓交流弧光装置の製作」『分光研究』第1巻第4号、日本分光学会、1953年、23-23頁、doi:10.5111/bunkou.1.4_23、ISSN 0038-7002、NAID 130000933194。
- 中島篤之助「高圧交流孤光の鉄鋼分光分析への応用」『機械試験所所報』第7巻第5号、工業技術院機械試験所、1953年9月、197-201頁、ISSN 03884244、NAID 40017613241。
- 中島篤之助「高圧交流弧光の鉄鋼分光分析への応用」『機械試験所所報』第7巻第5号、工業技術院機械試験所、1953年9月、197-201頁、ISSN 03884244、NAID 40017613242。
- 中島篤之助, 渋谷正吾「簡單な制御火花装置について」『分光研究』第2巻第8号、日本分光学会、1954年、14-21頁、doi:10.5111/bunkou.2.8_14、ISSN 0038-7002、NAID 130000932208。
- 石田良平, 中島篤之助, 小泉武二「Quantometerによる低合金鋼の迅速分析」『分光研究』第6巻第3号、日本分光学会、1957年、15-21頁、doi:10.5111/bunkou.6.3_15、ISSN 0038-7002、NAID 130000945390。
- 中島篤之助, 高橋正雄, 河口広司「高純度ウラン中の微量不純物のスペクトル分析法（第2報）ウラン化合物中の希土類元素とイットリウムの定量」『日本金属学会誌』第22巻第11号、日本金属学会、1958年、564-568頁、doi:10.2320/jinstmet1952.22.11_564、ISSN 0021-4876、NAID 130007334400。
- 長島弘三, 中島篤之助「2 発光分光分析」『分析化学』第9巻第13号、日本分析化学会、1960年、3R-10R、doi:10.2116/bunsekikagaku.9.13_3R、ISSN 0525-1931、NAID 130000960439。
- 中井敏夫, 中島篤之助「高純度材料中の微量不純物の分析法」『工業化学雑誌』第63巻第1号、The Chemical Society of Japan、1960年、11-17頁、doi:10.1246/nikkashi1898.63.11、ISSN 0023-2734、NAID 130004274553。
- 中島篤之助, 高橋正雄, 森下益孝「原子炉用黒鉛中の微量ホウ素の分光分析」『日本原子力学会誌』第3巻第2号、日本原子力学会、1961年、104-109頁、doi:10.3327/jaesj.3.104、ISSN 0004-7120、NAID 130003746963。
- 高島教一郎, 河口広司, 中島篤之助「蒸発法による酸化ウラン中の不純物の定量」『分光研究』第11巻第1号、日本分光学会、1962年、14-19頁、doi:10.5111/bunkou.11.14、ISSN 0038-7002、NAID 130000933091。
- 中島篤之助, 吉田庄一郎「大型ガラス分光器について」『分光研究』第14巻第2号、日本分光学会、1965年、76-812845頁、doi:10.5111/bunkou.14.76、ISSN 0038-7002。
- 中島篤之助「ガス中のスパーク放電」『分光研究』第13巻第5号、日本分光学会、1965年、152-152頁、doi:10.5111/bunkou.13.152、ISSN 0038-7002、NAID 130000932901。
- 高島教一郎, 中島篤之助, 河口広司, 大内義彦「X線励起ルミネッセンス法による希土類元素の分析 (第2報) 酸化アルミニウム中の希土類元素の定量」『分光研究』第18巻第5号、日本分光学会、1969年、262-267頁、doi:10.5111/bunkou.18.262、ISSN 0038-7002、NAID 130000932043。
- 福島弘之, 中島篤之助「発光分光分析法によるU-235同位体の分析」『分光研究』第19巻第1号、日本分光学会、1970年、38-42頁、doi:10.5111/bunkou.19.38、ISSN 0038-7002、NAID 130000932073。
- 加藤金治, 高島教一郎, 中島篤之助「銅，マンガンおよびコバルトの原子吸光光度定量におけるチタンおよびニオブに起因する新干渉現象」『分光研究』第25巻第6号、日本分光学会、1976年、293-298頁、doi:10.5111/bunkou.25.293、ISSN 0038-7002、NAID 130000932724。
- 中島篤之助「動然再処理工場の現状と問題点」『科学』第49巻第5号、岩波書店、1979年5月、314-324頁、ISSN 00227625、NAID 40000394019。
- 中島篤之助「原子力エネルギーをめぐる諸問題」『日本の科学者』第14巻第5号、日本科学者会議、1979年5月、261-267頁、ISSN 00290335、NAID 40003004019。
- 中島篤之助「東海村再処理工場ストップの波紋--「未完成の技術」の認識を」『エコノミスト』第59巻第16号、毎日新聞社、1981年4月、42-48頁、ISSN 00130621、NAID 40000228778。
- 中島篤之助「30p-AC-1 核燃料再処理と核燃料サイクル(原子力シンポジウム)」『年会講演予稿集』第41巻、日本物理学会、1986年、107-108頁、doi:10.11316/jpsgaiyod.41.1.0_107、NAID 110009787827。
- 中島篤之助「ソ連原発事故の意味するもの--次はフランスか日本か」『エコノミスト』第64巻第21号、毎日新聞社、1986年5月、12-17頁、ISSN 00130621、NAID 40000232533。
- 中島篤之助「再処理技術および核燃料サイクル I : 核燃料再処理の現状と問題点」『日本物理学会誌』第42巻第1号、日本物理学会、1987年、53-58頁、doi:10.11316/butsuri1946.42.53、ISSN 0029-0181、NAID 110002076008。
- 中島篤之助「原子力発電の安全性問題」『季刊科学と思想』第72号、新日本出版社、1989年4月、1108-1130頁、ISSN 02877384、NAID 40000590070。
- 中島篤之助「チェルノブイリ原発事故の"後遺症"--第2次チェルノブイリ救援調査団の活動」『前衛』第615号、日本共産党中央委員会、1992年1月、194-215頁、ISSN 13425013、NAID 40002195680。
- 中島篤之助「プルトニウムをめぐる諸問題」『日本の科学者』第28巻第6号、日本科学者会議、1993年6月、350-356頁、ISSN 00290335、NAID 40003007082。
- 中島篤之助「先端技術・高度技術と核エネルギー技術」『阪南論集 社会科学編』第33巻第3号、阪南大学、1998年1月、39-48頁、ISSN 03881814、NAID 120006381667。